# Jonas Wessman
Jonas Olofsson Wessman, död 1725, var skarprättare i Göteborg mellan  åren 1704 och 1725. Han avrättade 16 september 1719 den svenska kommendanten Henrich Danckwardt för landsförräderi.
Wessman tillträdde som skarprättare i juni 1704, men begärde avsked 1714. Han fortsatte dock arbetet och anklagades vid flera tillfällen för att vara berusad under sin tjänstgöring och satt 1716 frihetsberövad för misskötsamhet i tjänsten. Han blev mest ihågkommen för avrättningen på kommendanten Henrich Danckwardt. När Danckwardt låg med huvudet på stupstocken, redo för att halshuggas, saknades Wessman. Flera soldater fick order om att finna bödeln och efter en stund upphittades han, kraftigt berusad. Han fördes till avrättningsplatsen och förväntades verkställa avrättningen. Till följd av dennes berusade tillstånd tvingades han hugga flera gånger innan offrets huvud avlägsnats från kroppen. Efter avrättningen frihetsberövades Wessman för att bara två dagar senare inkallas till förhör. Han uppgav i sitt försvar att han trodde att avrättningen skulle äga rum klockan nio på förmiddagen istället för klockan 07, varför han då var försenad. Han förnekade att han varit berusad under händelseförloppet. Ärendet överlämnades till Kämnärsrätten där det står i protokollet "för det oförsvarliga sätt som skarprättaren Jonas Wessman skall ha förrättat exekutionen den 16 september på den då decollerade för detta kommendanten Henrik Dankwart.”
Wessman efterträddes vid sin död 1725 av sin son Anders Christian Wessman som Göteborgs skarprättare.